# Ringelai
Ringelai – miejscowość i gmina w Niemczech, w kraju związkowym Bawaria, w rejencji Dolna Bawaria, w regionie Donau-Wald, w powiecie Freyung-Grafenau. Leży w Lesie Bawarskim, około 5 km na zachód od miasta Freyung.

## Dzielnice
W skład gminy wchodzą trzy dzielnice: Ringelai, Wasching i Eckertsreut.

## Demografia
| Rok  | Liczba mieszk. |
| ---- | -------------- |
| 1970 | 1641           |
| 1987 | 1813           |
| 2000 | 2117           |

## Oświata
(na 1999)

W gminie znajduje się 65 miejsc przedszkolnych (53 dzieci) oraz szkoła podstawowa (8 nauczycieli, 108 uczniów).